# Colletes rufipes
Colletes rufipes är en biart som beskrevs av Smith 1879. Colletes rufipes ingår i släktet sidenbin, och familjen korttungebin. Inga underarter finns listade i Catalogue of Life.